# Bisistal

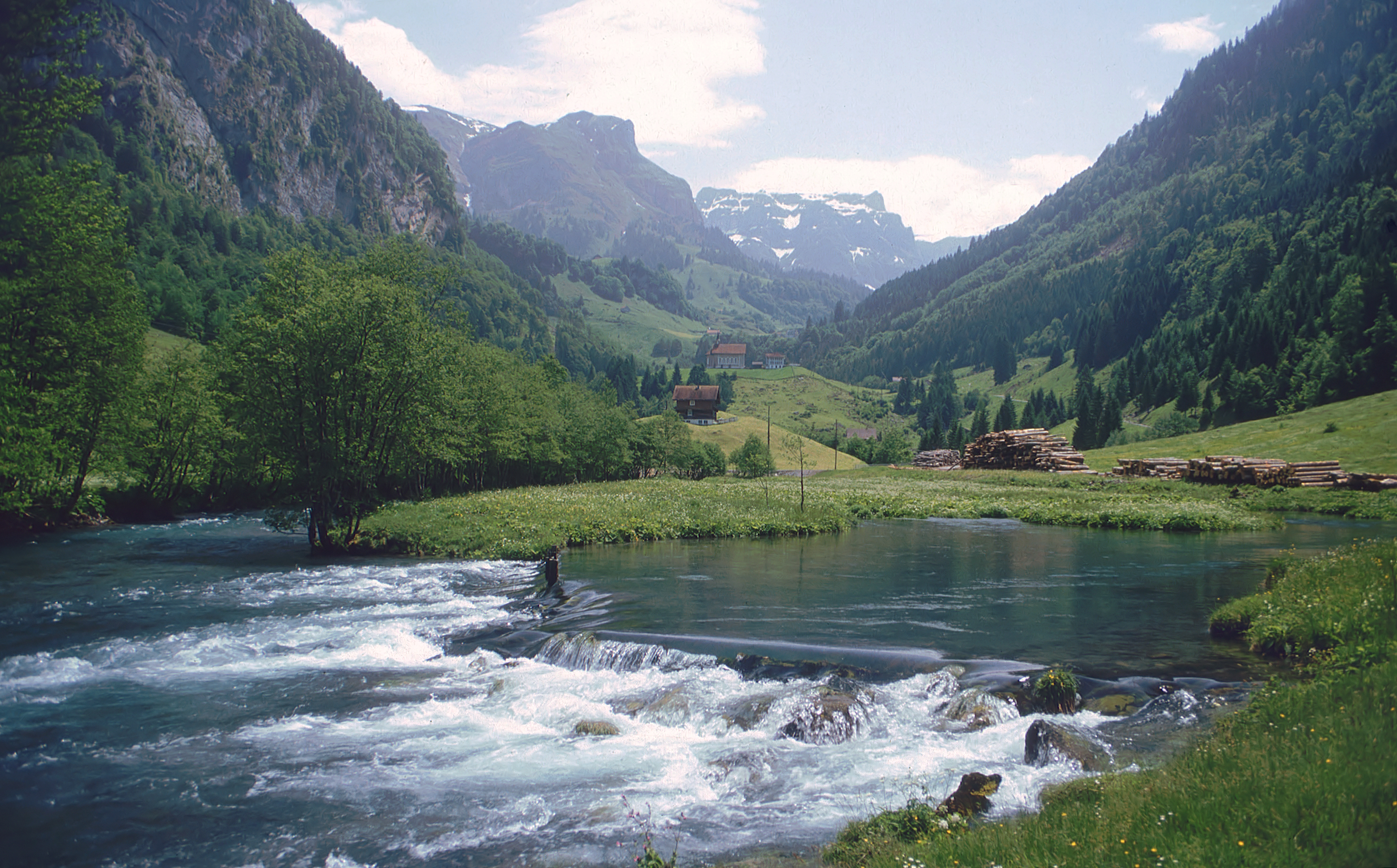
Bisistal mit Muota und der Kirche in Bisisthal-Dürenboden weiter hinten

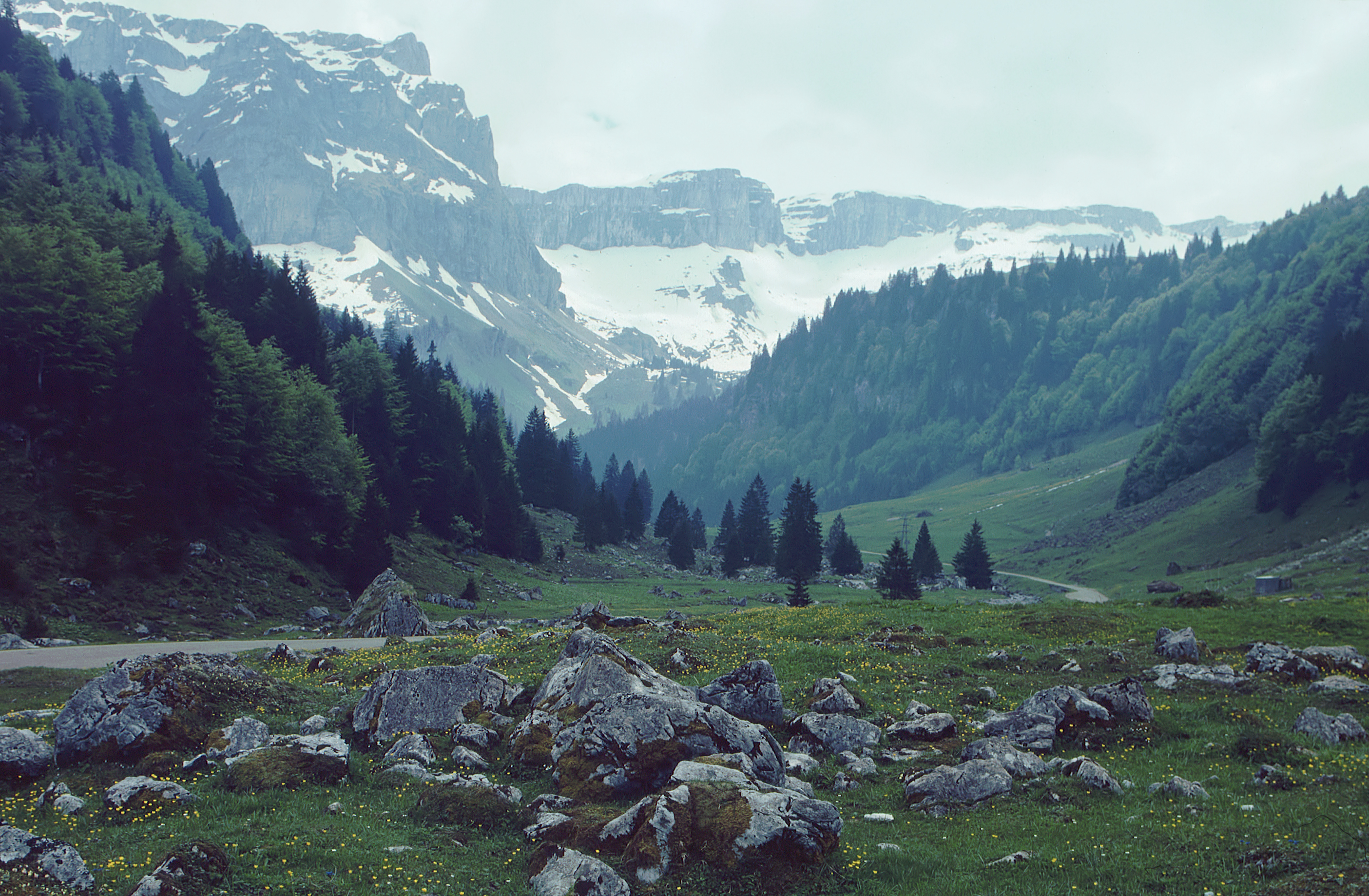
Talweg nicht weit entfernt von der Talstation der Luftseilbahn auf die Glattalp

Das Bisistal ist ein Tal südöstlich des Kantonshauptorts Schwyz in der Schweiz. Als Bisistal wird der obere Teil des Tals der Muota bezeichnet. Es beginnt im Ursprung der Muota in der Nähe der Glattalp und geht bis zum Ort Hinterthal. Im weiteren Verlauf wird das Tal Muotatal genannt.
Per Luftseilbahn Sahli–Glattalp kann man auf die Glattalp gelangen.
Bei Hinterthal steigt die Strasse nach Osten durch ein Seitental zum Pragelpass an. Der Hauptort im Bisistal ist Bisisthal, das zur Gemeinde Muotathal gehört.